# Francisco Cabral
Francisco Cabral (født 8. januar 1997 i Porto, Portugal) er en professionel tennisspiller fra Portugal.